# Længste hængebroer
Liste over de længste hængebroer i verden identificerer hængebroer, der har et spænd (afstanden mellem pylonerne) på over 300 meter, i rækkefølge efter aftagende længde. Dette er den mest brugte måde til at sammenligne hængebroer.
At en bro har et længere spænd end en anden, betyder ikke nødvendigvis at længden fra kyst til kyst er større. Men spændet korrelerer med højden af pyloner og kompleksiteten af den tekniske service i planlægning og bygning.
Kolonnen rang viser hvilken placering broen har i øjeblikket, desuden så linkes der til siden Structurae.
Kolonnerne spænd og længde angiver henholdsvis længden mellem pylonerne, og den samlede længde inkl. forbindelsesramper.
Hængebroer der kun anvendes til gangbro el. rørledninger er ikke medtaget i denne liste.

## Længste hængebroer
|                                                              | Rang | Navn                                                               | Spænd meter | Længde meter | Åbnet år | Sted                                                                                       | Ref.    |
| ------------------------------------------------------------ | ---- | ------------------------------------------------------------------ | ----------- | ------------ | -------- | ------------------------------------------------------------------------------------------ | ------- |
|                                                              | 1    | Canakkale 1915-broen(Den Længste fra 2022 til nu)                  | 2.023       | 4.608        | 2022     | Dardanellerne40°20′24″N 26°38′10″Ø / 40.34000°N 26.63611°Ø                                 | [ 1 ]   |
| Akashi-Kaikyo broen                                          | 2    | Akashi-Kaikyo broen (Den længste fra 1998 til 2022)                | 1.991       | 3.911        | 1998     | Kobe / Awaji 34°37′00″N 135°1′18″Ø / 34.61667°N 135.02167°Ø                                | [ 2 ]   |
| Xihoumen-broen                                               | 3    | Xihoumen-broen                                                     | 1.650       | 5.452        | 2009     | Zhoushan 30°3′42″N 121°54′54″Ø / 30.06167°N 121.91500°Ø                                    | [ 3 ]   |
| Storebæltsbroen (østbroen)                                   | 4    | Storebæltsbroen(østbroen)                                          | 1.624       | 6.790        | 1998     | Korsør / Sprogø 55°20′31″N 11°2′8″Ø / 55.34194°N 11.03556°Ø                                | [ 4 ]   |
|                                                              | 5    | Osman Gazi-broen (en)                                              | 1550        | 2682         | 2016     | İzmitbugten sydøst for Istanbul 40°45′18.55″N 29°30′56.56″Ø / 40.7551528°N 29.5157111°Ø    |         |
| Runyangbroen                                                 | 6    | Runyangbroen                                                       | 1.490       | 7.210        | 2005     | Yangzhou / Zhenjiang 32°12′28″N 119°21′47″Ø / 32.20778°N 119.36306°Ø                       | [ 5 ]   |
| Humber broen                                                 | 7    | Humberbroen (Den længste fra 1981 til 1998)                        | 1.410       | 2.220        | 1981     | Hull / Barton-upon-Humber 53°42′30″N 0°27′1″V / 53.70833°N 0.45028°V                       | [ 6 ]   |
| Jiangyin broen                                               | 8    | Jiangyin broen                                                     | 1.385       | 3.071        | 1999     | Jiangyin / Jingjiang 31°56′44″N 120°16′10″Ø / 31.94556°N 120.26944°Ø                       | [ 7 ]   |
| Tsing Ma broen                                               | 9    | Tsing Ma broen (Den længste som bærer vej og jernbane)             | 1.377       | 3.523        | 1997     | Tsing Yi / Ma Wan 22°21′5″N 114°4′27″Ø / 22.35139°N 114.07417°Ø                            | [ 8 ]   |
| Verrazano-Narrows broen                                      | 10   | Verrazano-Narrows broen (Den længste fra 1964 til 1981)            | 1.298       | 4.176        | 1964     | New York 40°36′22″N 74°2′45″V / 40.60611°N 74.04583°V                                      | [ 9 ]   |
| Golden Gate broen                                            | 11   | Golden Gate broen (Den længste fra 1937 til 1964)                  | 1.280       | 2.737        | 1937     | San Francisco / Marin County (Californien) 37°49′11″N 122°28′43″V / 37.81972°N 122.47861°V | [ 10 ]  |
| Yangluo broen                                                | 12   | Yangluo broen                                                      | 1.280       | 2.725        | 2007     | Wuhan (Hubei) 30°38′12″N 114°33′21″Ø / 30.63667°N 114.55583°Ø                              | [ 11 ]  |
| Högakustenbroen                                              | 13   | Högakustenbroen                                                    | 1.210       | 1.867        | 1997     | Ångermanälven 62°47′53″N 17°56′15″Ø / 62.79806°N 17.93750°Ø                                | [ 12 ]  |
| Mackinacbroen                                                | 14   | Mackinacbroen                                                      | 1.158       | 8.038        | 1957     | Mackinaw City / Saint-Ignace (Michigan) 45°49′0″N 84°43′40″V / 45.81667°N 84.72778°V       | [ 13 ]  |
| Huangpu broen                                                | 15   | Huangpu broen                                                      | 1.108       | 7.016        | 2008     | Guangzhou 23°4′17″N 113°28′34″Ø / 23.07139°N 113.47611°Ø                                   | [ 14 ]  |
| Minami Bisan-Seto broen                                      | 16   | Minami Bisan-Seto broen                                            | 1.100       | 1.648        | 1989     | Kojima / Sakaide 34°21′51″N 133°49′31″Ø / 34.36417°N 133.82528°Ø                           | [ 15 ]  |
| Fatih Sultan Mehmet broen                                    | 17   | Fatih Sultan Mehmet-broen                                          | 1.090       | 1.510        | 1988     | Istanbul 41°5′28″N 29°3′40″Ø / 41.09111°N 29.06111°Ø                                       | [ 16 ]  |
| Balinghe broen                                               | 18   | Balinghe broen                                                     | 1.088       | 2.237        | 2009     | Guanling (Guizhou) 25°57′40″N 105°37′46″Ø / 25.96111°N 105.62944°Ø                         | [ 17 ]  |
|                                                              | 19   | Bosporusbroen                                                      | 1.074       | 1.560        | 1973     | Istanbul 41°2′42″N 29°2′2″Ø / 41.04500°N 29.03389°Ø                                        | [ 18 ]  |
| George Washington-broen                                      | 20   | George Washington-broen (Den længste fra 1931 til 1937)            | 1.067       | 1.451        | 1931     | New York / Fort Lee 40°51′6″N 73°57′9″V / 40.85167°N 73.95250°V                            | [ 19 ]  |
| Tredje Kurushima-Kaikyo bro                                  | 21   | Tredje Kurushima-Kaikyo bro                                        | 1.030       | 4.105        | 1999     | Onomichi / Imabari 34°6′55″N 132°59′6″Ø / 34.11528°N 132.98500°Ø                           | [ 20 ]  |
| Anden Kurushima-Kaikyo bro                                   | 22   | Anden Kurushima-Kaikyo bro                                         | 1.020       | 4.105        | 1999     | Onomichi / Imabari 34°7′16″N 133°0′3″Ø / 34.12111°N 133.00083°Ø                            | [ 20 ]  |
| 25. april-broen                                              | 23   | 25. april-broen                                                    | 1.013       | 2.277        | 1966     | Lissabon 38°41′22″N 9°10′39″V / 38.68944°N 9.17750°V                                       | [ 21 ]  |
| Forthbroen                                                   | 24   | Forthbroen                                                         | 1.006       | 2.517        | 1964     | Firth of Forth 56°0′3″N 3°24′15″V / 56.00083°N 3.40417°V                                   | [ 22 ]  |
| Kita Bisan-Seto broen                                        | 25   | Kita Bisan-Seto broen                                              | 990         | 1.538        | 1988     | Kojima / Sakaide 34°22′43″N 133°49′14″Ø / 34.37861°N 133.82056°Ø                           | [ 23 ]  |
| Severnbroen                                                  | 26   | Severnbroen                                                        | 988         | 3.001        | 1966     | Severn 51°36′32″N 2°38′18″V / 51.60889°N 2.63833°V                                         | [ 24 ]  |
| Yichang broen                                                | 27   | Yichang broen                                                      | 960         | 1.188        | 2001     | Yichang 30°34′11″N 111°23′30″Ø / 30.56972°N 111.39167°Ø                                    | [ 25 ]  |
| Shimotsui-Seto broen                                         | 28   | Shimotsui-Seto broen                                               | 940         | 1.400        | 1988     | Kojima / Sakaide 34°25′51″N 133°48′21″Ø / 34.43083°N 133.80583°Ø                           | [ 26 ]  |
| Xiling broen                                                 | 29a  | Xiling broen                                                       | 900         | 1.119        | 1996     | Sandouping (Hubei) 30°49′43″N 111°2′47″Ø / 30.82861°N 111.04639°Ø                          |         |
| Sidu-broen                                                   | 29b  | Sidu-broen                                                         | 900         | 1.222        | 2009     | Yesanguan (Hubei) 30°38′46″N 110°22′10″Ø / 30.64611°N 110.36944°Ø                          | [ 27 ]  |
| Humenbroen                                                   | 30   | Humenbroen                                                         | 888         | 4.800        | 1997     | Dongguan (Guangdong) 22°47′49″N 113°36′57″Ø / 22.79694°N 113.61583°Ø                       | [ 28 ]  |
| Ohnaruto broen                                               | 31   | Ohnaruto broen                                                     | 876         | 1.629        | 1985     | Kobe / Avaji 34°14′19″N 134°39′5″Ø / 34.23861°N 134.65139°Ø                                | [ 29 ]  |
| Tacoma Narrows-broen (vestgående trafik)                     | 32a  | Tacoma Narrows-broen (vestgående trafik)                           | 853         | 1.822        | 1950     | Tacoma (Washington) 47°16′6″N 122°33′2″V / 47.26833°N 122.55056°V                          | [ 30 ]  |
| Tacoma Narrows-broen (østgående trafik)                      | 32b  | Tacoma Narrows-broen (østgående trafik)                            | 853         | 1.646        | 2007     | Tacoma (Washington) 47°16′4″N 122°33′3″V / 47.26778°N 122.55083°V                          | [ 30 ]  |
| Askøybroen                                                   | 33   | Askøybroen                                                         | 850         | 1.057        | 1992     | Bergen 60°23′44″N 5°12′55″Ø / 60.39556°N 5.21528°Ø                                         | [ 31 ]  |
| Innoshima broen                                              | 34   | Innoshima broen                                                    | 770         | 1.339        | 1983     | Onomichi / Imabari 34°21′25″N 133°10′49″Ø / 34.35694°N 133.18028°Ø                         | [ 32 ]  |
| Akinada broen                                                | 35   | Akinada broen                                                      | 750         | 1.175        | 2000     | Akinada Øerne 34°12′22″N 132°40′46″Ø / 34.20611°N 132.67944°Ø                              | [ 33 ]  |
| Semej broen                                                  | 36   | Semej broen                                                        | 750         | 1.086        | 2000     | Semeï 50°24′35″N 80°13′28″Ø / 50.40972°N 80.22444°Ø                                        | [ 34 ]  |
| Al Zampa Memorial broen                                      | 37   | Al Zampa Memorial broen                                            | 728         | 1.056        | 2003     | Vallejo 38°3′40″N 122°13′36″V / 38.06111°N 122.22667°V                                     | [ 35 ]  |
| Hakucho broen                                                | 38   | Hakucho broen                                                      | 720         | 1.380        | 1998     | Muroran (Hokkaido) 42°21′10″N 140°57′1″Ø / 42.35278°N 140.95028°Ø                          | [ 36 ]  |
| Angosturabroen                                               | 39   | Angosturabroen                                                     | 712         | 1.678        | 1967     | Ciudad Bolívar 8°8′40″N 63°35′53″V / 8.14444°N 63.59806°V                                  | [ 37 ]  |
| Kanmonkyo broen                                              | 40   | Kanmonkyo broen                                                    | 712         | 1.068        | 1973     | Honshū / Kyushu 33°57′43″N 130°57′30″Ø / 33.96194°N 130.95833°Ø                            | [ 38 ]  |
| Oakland Bay broen (Yerba Buena Island til anchorage)         | 41   | San Francisco-Oakland Bay broen (Yerba Buena Island til anchorage) | 704         | 2.822        | 1936     | San Francisco / Oakland 37°48′12″N 122°22′20″V / 37.80333°N 122.37222°V                    | [ 39 ]  |
| San Francisco-Oakland Bay broen (San Francisco til anchorage | 42   | San Francisco-Oakland Bay broen (San Francisco til anchorage)      | 704         | 2.822        | 1936     | San Francisco / Oakland 37°47′35″N 122°23′0″V / 37.79306°N 122.38333°V                     |         |
|                                                              | 43   | Bronx-Whitestone broen                                             | 701         | 2.242        | 1939     | New York 40°48′3″N 73°49′50″V / 40.80083°N 73.83056°V                                      | [ 40 ]  |
| Stordabroen                                                  | 44   | Stordabroen                                                        | 677         | 1.076        | 2001     | Stord 59°44′51″N 5°24′10″Ø / 59.74750°N 5.40278°Ø                                          | [ 41 ]  |
| Pierre Laporte broen                                         | 45   | Pierre Laporte broen                                               | 668         | 1.041        | 1970     | Québec 46°44′41″N 71°17′25″V / 46.74472°N 71.29028°V                                       | [ 42 ]  |
| Delaware Memorial broen I (østgående trafik)                 | 46   | Delaware Memorial broen I (østgående trafik)                       | 656         | 3.291        | 1951     | New Castle (Delaware) 39°41′18″N 75°31′6″V / 39.68833°N 75.51833°V                         | [ 43 ]  |
| Delaware Memorial broen II (vestgående trafik)               | 47   | Delaware Memorial broen II (vestgående trafik)                     | 656         | 3.281        | 1968     | New Castle (Delaware) 39°41′20″N 75°31′5″V / 39.68889°N 75.51806°V                         | [ 43 ]  |
| Haicang broen                                                | 48   | Haicang broen                                                      | 648         | 5.926        | 1999     | Xiamen 24°29′49″N 118°4′6″Ø / 24.49694°N 118.06833°Ø                                       | [ 44 ]  |
| Beipanjiang broen                                            | 49   | Beipanjiang broen                                                  | 636         | 1.020        | 2009     | Qinglong (Guizhou) 25°53′58″N 105°19′26″Ø / 25.89944°N 105.32389°Ø                         | [ 45 ]  |
| Gjemnessundbroen                                             | 50   | Gjemnessundbroen                                                   | 623         | 1.257        | 1992     | Gjemnes 62°58′17″N 7°46′47″Ø / 62.97139°N 7.77972°Ø                                        | [ 46 ]  |
| Yuzui Yangtze broen                                          | 51   | Yuzui Yangtze broen                                                | 616         | 1.438        | 2009     | Yuzuizhen (Chongqing) 29°36′40″N 106°46′21″Ø / 29.61111°N 106.77250°Ø                      | [ 47 ]  |
| Walt Whitman broen                                           | 52   | Walt Whitman broen                                                 | 610         | 3.652        | 1957     | Philadelphia 39°54′19″N 75°7′47″V / 39.90528°N 75.12972°V                                  | [ 48 ]  |
| Tancarvillebroen                                             | 53   | Tancarvillebroen                                                   | 608         | 1.420        | 1959     | Le Havre 49°28′23″N 0°27′51″Ø / 49.47306°N 0.46417°Ø                                       | [ 49 ]  |
| Lillebæltsbroen (1970)                                       | 54   | Lillebæltsbroen (1970)                                             | 600         | 1.700        | 1970     | Middelfart / Fredericia 55°31′5″N 9°45′5″Ø / 55.51806°N 9.75139°Ø                          | [ 50 ]  |
| Første Kurushima-Kaikyo bro                                  | 55   | Første Kurushima-Kaikyo bro                                        | 600         | 4.105        | 1999     | Onomichi / Imabari 34°7′33″N 133°0′43″Ø / 34.12583°N 133.01194°Ø                           | [ 20 ]  |
| E'gongyan broen                                              | 56   | E'gongyan broen                                                    | 600         | 1.420        | 2000     | Chongqing 29°31′24″N 106°31′41″Ø / 29.52333°N 106.52806°Ø                                  |         |
| Osterøybroen                                                 | 57   | Osterøybroen                                                       | 595         | 917          | 1997     | Osterøy 60°25′33″N 5°32′10″Ø / 60.42583°N 5.53611°Ø                                        |         |
| Second Wanxian broen                                         | 58   | Second Wanxian broen                                               | 580         | 1.154        | 2003     | Chongqing 30°49′35″N 108°24′17″Ø / 30.82639°N 108.40472°Ø                                  |         |
| Bømlabroen                                                   | 59   | Bømlabroen                                                         | 577         | 998          | 2001     | Bømlo 59°44′13″N 5°22′37″Ø / 59.73694°N 5.37694°Ø                                          | [ 51 ]  |
| Regnbuebroen                                                 | 60   | Regnbuebroen                                                       | 570         | 3.750        | 1993     | Tokyo 35°38′11″N 139°45′49″Ø / 35.63639°N 139.76361°Ø                                      | [ 52 ]  |
| Ambassadørbroen                                              | 61   | Ambassadørbroen (Den længste fra 1929 til 1931)                    | 564         | 2.286        | 1929     | Detroit / Windsor, Ontario 42°18′43″N 83°4′27″V / 42.31194°N 83.07417°V                    | [ 53 ]  |
| Hakata-Ohshima broen                                         | 62   | Hakata-Ohshima broen                                               | 560         | 1.193        | 1988     | Onomichi / Imabari 34°11′33″N 133°4′20″Ø / 34.19250°N 133.07222°Ø                          | [ 54 ]  |
| Zhongxian Yangtze broen                                      | 63   | Zhongxian Yangtze broen                                            | 560         | 1.200        | 2001     | Chongqing 30°18′6″N 108°2′57″Ø / 30.30167°N 108.04917°Ø                                    | [ 55 ]  |
| Throgs Neck broen                                            | 64   | Throgs Neck broen                                                  | 549         | 888          | 1961     | New York 40°48′6″N 73°47′27″V / 40.80167°N 73.79083°V                                      | [ 56 ]  |
| Benjamin Franklin broen                                      | 65   | Benjamin Franklin broen (Den længste fra 1926 til 1929)            | 534         | 2.273        | 1926     | Philadelphia / Camden 39°57′10″N 75°8′3″V / 39.95278°N 75.13417°V                          | [ 57 ]  |
| Skjomen broen                                                | 66   | Skjomenbroen                                                       | 525         | 709          | 1972     | Narvik 68°22′15″N 17°14′27″Ø / 68.37083°N 17.24083°Ø                                       | [ 58 ]  |
| Kvalsundbroen                                                | 67   | Kvalsundbroen                                                      | 525         | 741          | 1977     | Kvalsund 70°30′45″N 23°57′6″Ø / 70.51250°N 23.95167°Ø                                      | [ 59 ]  |
| Matadi broen                                                 | 68   | Matadi broen                                                       | 520         | 722          | 1983     | Matadi 5°49′28″S 13°26′2″Ø / 5.82444°S 13.43389°Ø                                          |         |
| Toyoshima broen                                              | 69   | Toyoshima broen                                                    | 504         | 903          | 2008     | Teshima / Kami-Kamagari 34°10′35″N 132°46′5″Ø / 34.17639°N 132.76806°Ø                     | [ 60 ]  |
| Emmerich Rhine broen                                         | 70   | Emmerich Rhine broen                                               | 500         | 803          | 1965     | Emmerich am Rhein 51°49′45″N 6°13′33″Ø / 51.82917°N 6.22583°Ø                              | [ 61 ]  |
| Dazi broen                                                   | 71   | Dazi broen                                                         | 500         | 1.640        | 1984     | Dagzê 29°40′38″N 91°22′38″Ø / 29.67722°N 91.37722°Ø                                        | [ 62 ]  |
| Gwangan broen                                                | 72   | Gwangan broen                                                      | 500         | 900          | 2002     | Busan 35°8′47″N 129°7′43″Ø / 35.14639°N 129.12861°Ø                                        | [ 63 ]  |
| Bear Mountain broen                                          | 73   | Bear Mountain broen (Den længste fra 1924 til 1926)                | 497         | 688          | 1924     | Peekskill (New York) 41°19′12″N 73°59′0″V / 41.32000°N 73.98333°V                          | [ 64 ]  |
| Williamsburg broen                                           | 74   | Williamsburg broen (Den længste fra 1903 til 1924)                 | 488         | 2.227        | 1903     | New York 40°42′49″N 73°58′20″V / 40.71361°N 73.97222°V                                     | [ 65 ]  |
| Newport broen                                                | 75   | Newport broen                                                      | 488         | 3.428        | 1969     | Newport (Rhode Island) 41°30′10″N 71°20′22″V / 41.50278°N 71.33944°V                       | [ 66 ]  |
| W. Preston Lane Memorial broen I                             | 76   | W. Preston Lane Memorial broen I                                   | 488         | 6.919        | 1952     | Chesapeake Bay 38°59′36″N 76°22′56″V / 38.99333°N 76.38222°V                               | [ 67 ]  |
| W. Preston Lane Memorial broen II                            | 77   | W. Preston Lane Memorial broen II                                  | 488         | 6.919        | 1973     | Chesapeake Bay 38°59′40″N 76°22′54″V / 38.99444°N 76.38167°V                               | [ 67 ]  |
| brooklyn broen                                               | 78   | Brooklyn broen (Den længste fra 1883 til 1903)                     | 486         | 1.825        | 1883     | New York 40°42′20″N 73°59′47″V / 40.70556°N 73.99639°V                                     | [ 68 ]  |
| Lions Gate broen                                             | 79   | Lions Gate broen                                                   | 473         | 1.517        | 1938     | Vancouver (Britisk Columbia) 49°18′55″N 123°8′18″V / 49.31528°N 123.13833°V                | [ 69 ]  |
| Sotrabroen                                                   | 80   | Sotrabroen                                                         | 468         | 1.236        | 1971     | Bergen 60°22′21″N 5°09′57″Ø / 60.37250°N 5.16583°Ø                                         | [ 70 ]  |
| Hirado broen                                                 | 81   | Hirado broen                                                       | 460         | 880          | 1977     | Hirado 33°21′24″N 129°34′20″Ø / 33.35667°N 129.57222°Ø                                     | [ 71 ]  |
| Vincent Thomas broen                                         | 82   | Vincent Thomas broen                                               | 457         | 1.848        | 1963     | Los Angeles 33°44′58″N 118°16′18″V / 33.74944°N 118.27167°V                                | [ 72 ]  |
| Mid-Hudson broen                                             | 83   | Mid-Hudson broen                                                   | 456         | 914          | 1930     | Poughkeepsie (New York) 41°42′9″N 73°56′46″V / 41.70250°N 73.94611°V                       | [ 73 ]  |
|                                                              | 84   | Shantou Bay broen                                                  | 452         | 2.420        | 1995     | Shantou 23°19′56″N 116°44′41″Ø / 23.33222°N 116.74472°Ø                                    |         |
| Fengdu broen                                                 | 85   | Fengdu broen                                                       | 450         | 620          | 1997     | Sichuan) 29°51′19″N 107°40′11″Ø / 29.85528°N 107.66972°Ø                                   | [ 74 ]  |
| Manhattan broen                                              | 86   | Manhattan broen                                                    | 448         | 2.089        | 1909     | New York 40°42′24″N 73°59′25″V / 40.70667°N 73.99028°V                                     | [ 75 ]  |
| Lysefjordbroen                                               | 87   | Lysefjordbroen                                                     | 446         | 639          | 1997     | Forsand (Rogaland) 58°55′26″N 6°5′54″Ø / 58.92389°N 6.09833°Ø                              | [ 76 ]  |
| Angus L. Macdonald broen                                     | 88   | Angus L. Macdonald broen                                           | 441         | 1.300        | 1955     | Halifax 44°39′48″N 63°35′6″V / 44.66333°N 63.58500°V                                       | [ 77 ]  |
| A. Murray MacKay broen                                       | 89   | A. Murray MacKay broen                                             | 427         | 1.200        | 1970     | Halifax 44°40′40″N 63°36′43″V / 44.67778°N 63.61194°V                                      | [ 78 ]  |
| Robert F. Kennedy broen                                      | 90   | Robert F. Kennedy broen                                            | 421         | 4.212        | 1936     | New York 40°46′48″N 73°55′36″V / 40.78000°N 73.92667°V                                     | [ 79 ]  |
| Älvsborgsbron                                                | 91   | Älvsborgsbron                                                      | 417         | 933          | 1966     | Gøteborg 57°41′27″N 11°54′5″Ø / 57.69083°N 11.90139°Ø                                      | [ 80 ]  |
| Thuan Phuoc broen                                            | 92   | Thuan Phuoc broen                                                  | 405         | 1.850        | 2009     | Da Nang 16°5′43″N 108°13′14″Ø / 16.09528°N 108.22056°Ø                                     | [ 81 ]  |
| Namhae broen                                                 | 93   | Namhae broen                                                       | 404         | 660          | 1973     | Namhae 34°56′39″N 127°52′19″Ø / 34.94417°N 127.87194°Ø                                     | [ 82 ]  |
| Aquitaine broen                                              | 94   | Aquitaine broen                                                    | 394         | 1.767        | 1967     | Bordeaux) 44°52′47″N 0°32′10″V / 44.87972°N 0.53611°V                                      | [ 83 ]  |
| Amu Daria River broen                                        | 95   | Amu Daria River broen                                              | 390         | 1.280        | 1964     | Bukhara 41°3′47″N 61°53′55″Ø / 41.06306°N 61.89861°Ø                                       |         |
| Beipanjiang broen                                            | 96   | Beipanjiang broen                                                  | 388         | 388          | 2003     | Xingbeizhen (Guizhou) 25°39′3.1″N 105°41′31.1″Ø / 25.650861°N 105.691972°Ø                 | ,       |
| Hongguang broen                                              | 97   | Hongguang broen                                                    | 380         | 1.120        | 2004     | Liuzhou (Guangxi) 24°18′48″N 109°23′53″Ø / 24.31333°N 109.39806°Ø                          | ,       |
| Køln Rodenkirchen broen                                      | 98   | Køln Rodenkirchen broen                                            | 378         | 567          | 1954     | Køln 50°53′59″N 6°59′26″Ø / 50.89972°N 6.99056°Ø                                           | [ 88 ]  |
| St. Johns broen                                              | 99   | St. Johns broen                                                    | 368         | 1.168        | 1931     | Portland (Oregon) 45°35′6″N 122°45′53″V / 45.58500°N 122.76472°V                           | [ 89 ]  |
| Wakato Narrows broen                                         | 100  | Wakato Narrows broen                                               | 367         | 2.100        | 1962     | Kitakyushu 33°54′9″N 130°49′2″Ø / 33.90250°N 130.81722°Ø                                   | [ 90 ]  |
| Mount Hope broen                                             | 101  | Mount Hope broen                                                   | 366         | 1.868        | 1929     | Mount Hope Bay 41°38′24″N 71°15′29″V / 41.64000°N 71.25806°V                               | [ 91 ]  |
| Ogdensburg-Prescott International bro                        | 102  | Ogdensburg Prescott International bro                              | 351         | 2.248        | 1960     | Ogdensburg / Prescott, Ontario44°44′6″N 75°27′33″V / 44.73500°N 75.45917°V                 | [ 92 ]  |
| Pingsheng broen                                              | 103  | Pingsheng broen                                                    | 350         | 680          | 2006     | Foshan 23°0′48″N 113°10′3″Ø / 23.01333°N 113.16750°Ø                                       | [ 93 ]  |
| Hercilio Luz broen                                           | 104  | Hercilio Luz broen                                                 | 340         | 821          | 1926     | Florianópolis 27°35′38″S 48°33′57″V / 27.59389°S 48.56583°V                                | [ 94 ]  |
| Bidwell Bar broen                                            | 105  | Bidwell Bar broen                                                  | 338         | 546          | 1965     | Oroville 39°33′0″N 121°25′48″V / 39.55000°N 121.43000°V                                    | [ 95 ]  |
| Xixi broen                                                   | 106  | Xixi broen                                                         | 338         | 701          | 2001     | Linquanzhen (Guizhou) 27°1′52″N 105°48′28″Ø / 27.03111°N 105.80778°Ø                       | [ 96 ]  |
| Varoddbroen                                                  | 107  | Varoddbroen                                                        | 337         | 618          | 1956     | Kristiansand 58°9′40″N 8°3′20″Ø / 58.16111°N 8.05556°Ø                                     | [ 97 ]  |
| Tamar broen                                                  | 108  | Tamar broen                                                        | 335         | 642          | 1961     | Plymouth / Saltash 50°24′29″N 4°12′12″V / 50.40806°N 4.20333°V                             | [ 98 ]  |
| Fedafjorden Bro                                              | 109  | Fedafjorden Bro                                                    | 331         | 566          | 2006     | Feda 58°15′40″N 6°50′43″Ø / 58.26111°N 6.84528°Ø                                           | [ 99 ]  |
| Deer Isle-Sedgwick broen                                     | 110  | Deer Isle-Sedgwick broen                                           | 329         | 743          | 1939     | Penobscot Bay (Maine) 44°17′37″N 68°41′21″V / 44.29361°N 68.68917°V                        | [ 100 ] |
| Rombakbroen                                                  | 111  | Rombakbroen                                                        | 325         | 765          | 1964     | Narvik 68°26′29″N 17°42′19″Ø / 68.44139°N 17.70528°Ø                                       | [ 101 ] |
| Nærøysund Broen                                              | 112  | Nærøysund Broen                                                    | 325         | 701          | 1981     | Rørvik 64°51′2″N 11°13′8″Ø / 64.85056°N 11.21889°Ø                                         | [ 102 ] |
| Simon Kenton broen                                           | 113  | Simon Kenton broen                                                 | 323         | 607          | 1932     | Maysville / Aberdeen, Ohio 38°39′0″N 83°45′35″V / 38.65000°N 83.75972°V                    | [ 103 ] |
| Orleans Island broen                                         | 114  | Orleans Island broen                                               | 323         | 4.430        | 1936     | Québec 46°52′49″N 71°8′16″V / 46.88028°N 71.13778°V                                        | [ 104 ] |
| John A. Roebling broen                                       | 115  | John A. Roebling broen (Den længste fra 1867 til 1883)             | 322         | 686          | 1867     | Cincinnati 39°5′32″N 84°30′34″V / 39.09222°N 84.50944°V                                    | [ 105 ] |
| Dent broen                                                   | 116  | Dent broen                                                         | 320         | 472          | 1971     | Orofino 46°36′9″N 116°10′42″V / 46.60250°N 116.17833°V                                     | [ 106 ] |
| Köln Mülheimer broen                                         | 117  | Köln Mülheimer broen                                               | 315         | 683          | 1951     | Köln 50°57′52″N 6°59′43″Ø / 50.96444°N 6.99528°Ø                                           | [ 107 ] |
| Wheeling Hængebroen                                          | 118  | Wheeling Hængebroen (Den længste fra 1849 til 1867)                | 308         | 399          | 1849     | Wheeling 40°4′13″N 80°43′38″V / 40.07028°N 80.72722°V                                      | [ 108 ] |
| Konohana broen                                               | 119  | Konohana broen                                                     | 300         | 540          | 1987     | Osaka 34°39′59″N 135°24′47″Ø / 34.66639°N 135.41306°Ø                                      | [ 109 ] |
|                                                              | 120  | Chavanon Viadukt                                                   | 300         | 360          | 2000     | Merlines / Messeix 45°37′26″N 2°28′47″Ø / 45.62389°N 2.47972°Ø                             | [ 110 ] |
| Yeongjongbroen                                               | 121  | Yeongjongbroen (Den længste selv ankrede hængebro)                 | 300         | 4.420        | 2000     | Incheon 37°32′42″N 126°34′59″Ø / 37.54500°N 126.58306°Ø                                    | [ 111 ] |